# Kid Cristal
Kid Cristal  es  el nombre de la segunda  telenovela producida en Perú por Ricardo Roca Rey para  América Televisión 
fue trasmitida en el horario estelar.
Con libreto original de Jorge Cumpa Donayre fue protagonizado por Saby Kamalich, Germán Carnero Roqué y como antagónico Ricardo Blume. Al igual que Bar Cristal esta novela fue una producción de Backus S.A.

## Sinopsis
Cuenta la historia de Juanito Santos (Kid Cristal) un muchacho bajopontino que aspira a ser un gran Boxeador amateur que siempre acaba enredado en el turbulento mundo de la mafia.
Juanito está enamorado de su vecina Milagros pero tiene como rival a Montejo quien también pretende a Milagros
ellos lucharon por el amor de Milagros, quien finalmente aceptara ser novia de Juanito. 
Esto hará que Montejo intente acabar con la vida de Juanito, pero nada impedirá que Juanito y Milagros sean felices.

## Elenco
- Germán Carnero Roqué ... Juanito Santos (Kid Cristal)
- Saby Kamalich ... Milagros[4]
- Ricardo Blume ... Montejo[5]
- Carlos Tuccio ... Don Carlos
- Irene Vegas Garcia ... Gloria
- Fernando Nieto ... Chatito
- Guillermo Nieto ... Tres Centavos
- Carmen Escardo